# Guerilla Black
[cita requerida]
Guerilla Black (nacido en 1977 en Chicago, Illinois) es un rapero de Compton, California. Su álbum debut, Guerilla City, fue lanzado en 2004. Black es conocido (y criticado) por su apariencia y estilo de rapear muy similar a Notorious B.I.G..

## Discografía

### Álbumes
- 2004: Guerilla City #20 US
- 2004: Black by Popular Demand (Mixtape Oficial)
- 2006/2007: God Bless The Child

### Singles
| Año  | Canción                             | Posiciones en lista | Posiciones en lista | Posiciones en lista | Álbum         |
| Año  | Canción                             | US Hot 100          | US R&B/ Hip Hop     | US Rap              | Álbum         |
| ---- | ----------------------------------- | ------------------- | ------------------- | ------------------- | ------------- |
| 2004 | "Compton"                           | -                   | #30                 | #22                 | Guerilla City |
| 2005 | "You're The One" (con Mario Winans) | #77                 | #43                 | #24                 | Guerilla City |

- Datos: Q5614864